# Chépy
Chépy é uma comuna francesa na região administrativa de Altos da França, no departamento de Somme. Estende-se por uma área de 7,35 km². Em 2010 a comuna tinha 1 254 habitantes (densidade: 170,6 hab./km²).